# Agrostis dyeri
Agrostis dyeri är en gräsart som beskrevs av Donald Petrie. Agrostis dyeri ingår i släktet ven, och familjen gräs. Inga underarter finns listade i Catalogue of Life.